# کم‌فشار گرمایی

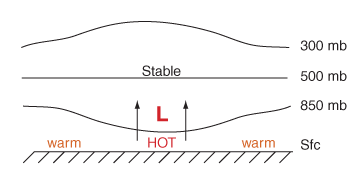
مقطع عمودی یک کم‌فشار گرمایی

کم‌فشار گرمایی (انگلیسی: Thermal low) یک مرکز کم‌فشار غیرجبهه‌ای است که در طول فصل گرم سال بر روی قارّه‌ها در مناطق جنب‌مدارگان (جنب‌حارّه) و در نتیجه گرمای شدید در مقایسه با محیط اطرافشان پدید می‌آید. کم‌فشارهای گرمایی در نزدیکی بیابان سونورا، بر روی فلات مکزیک، در دره مرکزی کالیفرنیا، در صحرای بزرگ آفریقا، در بیابان کالاهاری، بر روی شمال‌غربی آرژانتین، در آمریکای جنوبی، بر روی منطقه کیمبرلی در شمال غربی استرالیا، بر روی شبه‌جزیره ایبریا و بر روی فلات تبت روی می‌دهد.
در خشکی، گرمایش شدید و سریع خورشیدی سطح زمین از طریق انرژی بازتابیده‌شده در طیف فروسرخ، باعث گرم شدن پایین‌ترین لایه‌های اتمسفر زمین می‌شود. هوای گرم تر نسبت به هوای خنک تر اطراف چگالی کمتری دارد و بالا می‌رود و منجر به تشکیل یک منطقه کم‌فشار می‌شود. مناطق مرتفع می‌توانند پایداری کم‌فشار گرمایی را افزایش دهند، زیرا این مناطق سریع‌تر از اتمسفری، که در همان ارتفاع آنها را احاطه کرده است، گرم می‌شوند. بر روی آب‌ها، کم‌فشارهای ناپایداری در زمستان یعنی زمانی که هوای روی زمین سردتر و پهنه آبی گرم‌تر است، شکل می‌گیرد.
کم‌فشارهای گرمایی می‌توانند تا ارتفاع ۳٬۱۰۰ متر (۱۰٬۲۰۰ فوت) گسترش یابند و تمایل به گردش ضعیف دارند. این کم‌فشارها در بخش‌های غربی و جنوبی آمریکای شمالی، شمال آفریقا و آسیای جنوب شرقی به اندازه کافی قوی هستند که منجر به شرایط مونسون در تابستان شوند. کم‌فشارهای گرمایی در داخل خط ساحلی منجر به توسعه نسیم‌های دریایی می‌شوند که در ترکیب با توپوگرافی ناهموار در نزدیکی ساحل، می‌تواند منجر به کیفیت پایین هوا شود. با توجه به دمای بسیار بالا در مرکز کم‌فشار گرمایی، مشاهده‌های مستقیم نسبتاً کمی از کم‌فشارهای گرمایی وجود دارد.